# Intel-Alder-Lake-Mikroarchitektur
Alder Lake ist Intels Codename für die 12. Generation von Intel-Core-i-Prozessoren, die auf einer Hybridarchitektur basieren, die Golden Cove-Leistungskerne und Gracemont-Effizienzkerne verwenden. Sie werden mit Intels Intel-7-Fertigungstechnologie hergestellt, welche zuvor als Intel 10 nm Enhanced SuperFin (10ESF) bezeichnet wurden. Der 10ESF hat eine Leistungssteigerung von 10 % bis 15 % gegenüber dem 10SF (Intel 10 nm SuperFin), der in den mobilen Tiger Lake-Prozessoren verwendet wird. Am 27. Oktober 2021 wurden offiziell die Intel-Core-CPUs der 12. Generation angekündigt. Intel hat am 4. Januar 2022 offiziell die Intel-Core-Mobile-CPUs der 12. Generation und Desktop-CPUs außerhalb der K-Serie angekündigt. Intel kündigte offiziell die Markteinführung der Serien Alder Lake-P und -U am 23. Februar 2022 und der Serien Alder Lake-HX am 10. Mai 2022 an.
Die Prozessoren der Alder-Lake-Generation benötigen Mainboards mit Serie 600-Chipsätzen. Sie können auch auf Mainboards mit Serie 700-Chipsätzen eingesetzt werden, da beide Mainboards den Sockel LGA1700 besitzen.

## Neuerungen
(Quelle: )
- Performance-Hybridarchitektur mit bis zu 16 Kernen bzw. 24 Threads auf Intel-7-Fertigungstechnologie
- Unterstützung von Intel Time Coordinated Computing (Intel TCC) und Time-Sensitive Networking (TSN) auf ausgewählten CPU/PCH-Kombinationen
- Bis zu 16 PCIe 5.0 Lanes und 4 PCIe 4.0 Lanes auf der CPU und 12 zusätzliche PCIe 4.0 Lanes auf dem PCH
- Intel UHD-Grafik 770, basierend auf Intel Xe-Grafikarchitektur mit bis zu 32 Ausführungseinheiten
- Unterstützung von bis zu 4 unabhängigen Displays mit 4K-Auflösung oder einem Display mit 8K-Auflösung
- Arbeitsspeicher (RAM) bis zu DDR5-4800
- Unterstützung von separatem Intel Wi-Fi 6E und separatem Thunderbolt 4
- AVX-512 ist in den P-Kernen vorhanden, aber deaktiviert. In frühen Chiprevisionen kann es auf einigen Mainboards mit einigen BIOS Versionen wieder durch deaktivieren der E-Kerne aktiviert werden. Auf späteren Chiprevisionen ab Frühjahr 2022 ist dies nicht mehr möglich.[9][10]